# Се Фучжань
Се Фучжа́нь (кит. упр. 谢伏瞻, пиньинь Xiè Fúzhān; 9 августа 1954) — китайский экономист и политик, в 2018—2022 гг. президент АОН КНР.
Член ЦКПД 17 созыва, член ЦК КПК 18-19 созывов.
В 1999—2006 годах заместитель директора Исследовательского центра развития при Госсовете КНР.
В 2006—2008 годах начальник Государственного статистического управления (ГСУ) КНР.
Член Комитета денежной политики Народного банка Китая.
С 2008 года начальник Исследовательского центра (Центра изучения политики) при Госсовете КНР.
В 2013—2016 гг. губернатор провинции Хэнань и замглавы парткома провинции. В 2016—2018 гг. глава парткома провинции.